# Ogulnius obtectus
Ogulnius obtectus är en spindelart som beskrevs av O. Pickard-Cambridge 1882. Ogulnius obtectus ingår i släktet Ogulnius och familjen strålspindlar. Inga underarter finns listade i Catalogue of Life.